# 1. Kosaken-Division

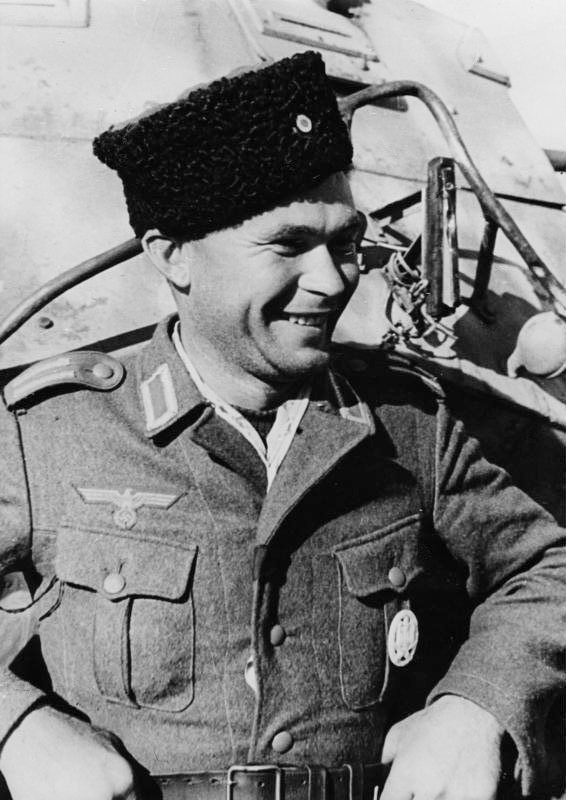
Kosak der Wehrmacht, 1941

Die 1. Kosaken-Division, auch 1. Kosaken-Kavallerie-Division, war eine Kavalleriedivision der Wehrmacht, die vor allem aus Kosaken bestand. Aufgestellt wurde der Großverband unter ihrem Kommandeur General Helmuth von Pannwitz aus dem „Reiterverband Pannwitz“ am 4. August 1943.

## Geschichte
Unter den sowjetischen Hilfswilligen, die nach dem deutschen Angriff auf die Sowjetunion in der Wehrmacht dienten, befanden sich auch übergelaufene Kosakenverbände. In der deutschen Wehrmacht dienten sowohl Kosaken-Emigranten als auch sowjetische Angehörige der Kosaken-Bevölkerung der annektierten Gebiete. Es entstanden nach und nach größere Kavallerieeinheiten und -verbände, vorwiegend aus Donkosaken, Kubankosaken und Terekkosaken. Viele Kosaken hegten wegen ihrer Gegnerschaft zur stalinistischen Herrschaft Sympathien für die deutsche Seite. Die deutsche Propaganda versprach zudem, einen unabhängigen Kosakenstaat zu gründen. (→Entkosakisierung)
Der Rückzug nach der Niederlage in der Schlacht von Stalingrad wurde von zahlreichen Kosaken begleitet, die in der Wehrmacht dienten. Da von deutscher Seite befürchtet wurde, dass die Kavalleriedivision der Kosaken an der Ostfront mit der beginnenden Niederlage nicht mehr zuverlässig sein könnte, wurde diese auf dem Balkan eingesetzt.
Die im Sommer 1943 auf dem Truppenübungsplatz Mielau in Ostpreußen aufgestellte 1. Kosaken-Kavallerie-Division zählte etwa 10.000 Mann. Sie war der einzige Großverband aus Kosaken im Osten. Den Stamm der Division bildeten die Kosaken des Auffanglagers Cherson in der Ukraine, Kosaken vom Don, Kuban, Terek, aus Sibirien, Transbaikalien und Ussurien. Das Offiziers- und Unteroffizierkorps wurde aus ehemaligen Kriegsgefangenen der Roten Armee und aus nach dem Ersten Weltkrieg emigrierten Kosaken westlicher Länder gebildet, die sich zur Kollaboration bereit erklärt hatten. Organisationsform, Bewaffnung und Ausrüstung entsprachen der der ostpreußischen Kavallerie-Brigaden.
In einer Unterredung mit Adolf Hitler am 18. September 1944 bezeichnete Ante Pavelić, der Staatsführer des Unabhängigen Staates Kroatien, die von der Wehrmacht in Kroatien eingesetzte Kosakendivision, wegen ihrer notorischen Neigung zu Plünderungen als eine „schreckliche Qual“ für die Bevölkerung. Daraufhin erließ Hitler am folgenden Tag Befehle, die Pavelić diesbezüglich entgegenkamen, auch um den kroatischen Verbündeten zu stärken.
Im November 1944 übernahm die Waffen-SS formal die Kontrolle über sämtliche Kosakenverbände und ging daran, das XV. Kosaken-Kavallerie-Korps aus zwei Kosakendivisionen zu bilden. Die SS übte nur formal eine administrative Kontrolle über die Kosakentruppe der Wehrmacht aus, da diese weiterhin unter deren operativen Führung stand.

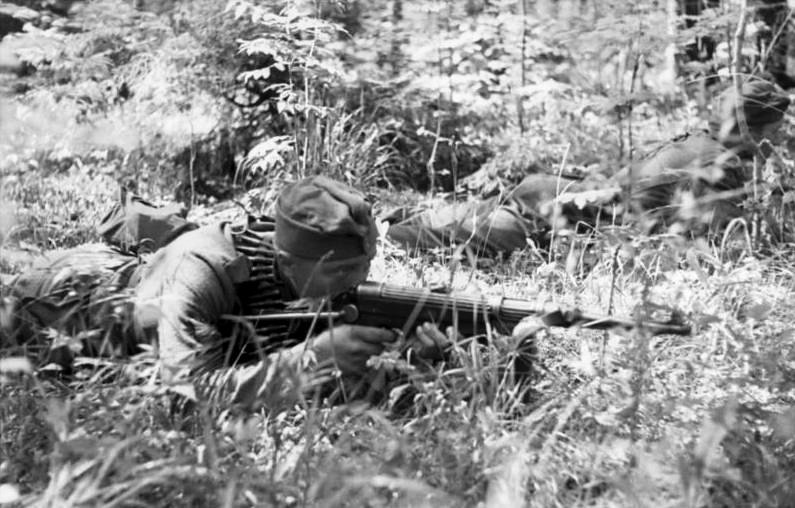
Soldat der Division mit MP im Anschlag, Russland, 1943.

Die Kampfstärke aller Kosakeneinheiten betrug zu Kriegsende etwa 25.000 Mann und hatte damit Korpsstärke, die jedoch nur in Jugoslawien zur Partisanenbekämpfung zum Einsatz kamen. Durch Angehörige der 1. Kosaken-Kavallerie-Division kam es zu einer Vielzahl von Kriegsverbrechen mit Plünderungen, Vergewaltigungen und Erschießungen im jugoslawischen Aufstandsgebiet. Andere Kosaken wurden nach der Ausbildung auch in regulären Infanterieeinheiten eingesetzt.
Ende Februar 1945 wurde die 1. Kosaken-Kavallerie-Division von Oberst von Baath kommandiert und operierte im Bereich der 2. Panzerarmee in Kroatien – Gliederung:
- Don-Kosaken-Reiter-Regiment 1 (Oberst Konstantin Wagner)
- Sibirisches-Kosaken-Reiter-Regiment 2 (Oberst Ernst Gustav von Nolcken)
- Kuban-Kosaken-Reiter-Regiment 4 (Oberstleutnant von Klein)
- Kosaken-Artillerie-Regiment 1 (nicht aufgestellt)

Bei Kriegsende 1945 flohen etwa 35.000 Kosaken, neben den Kampfverbänden auch deren Familienangehörige, den sogenannten Kosakenstans, von Norditalien nach Kärnten und Osttirol, wo sie bei Lienz in britische Kriegsgefangenschaft gerieten. Die Einheiten des XV. Kosaken-Kavallerie-Korps hatten sich bis über das Kriegsende hinaus kämpfend in den Raum Völkermarkt in Kärnten zurückgezogen. Erst am 12. Mai 1945 kam es zur Kapitulation gegenüber der britischen Armee, die in die Lienzer Kosakentragödie führte, bei der die Angehörigen der Wehrmacht und deren Familienangehörigen an die Rote Armee ausgeliefert und meist sofort getötet wurden. Eine Vielzahl der Kosaken beging vor der Auslieferung Selbsttötung.

## Weitere Kosakenverbände der Wehrmacht
- Kosakenabteilung 600, August 1941
- Kosaken-Lehr- und Ausbildungs-Regiment 1, August 1943, Truppenübungsplatz Mielau aufgestellt
- Freiwilligen (Kosaken) Stamm-Regiment 5, 17. März 1944
- Kosaken-Abteilung 69 in der 3. Kavallerie-Division und Ende 1944 umbenannt
- XV. SS-Kosaken-Kavallerie-Korps, 1. Februar 1945 in Kroatien aufgestellt, mit der unterstellten 1. und 2. Kosaken-Division, 3. Kosaken-Division nur teilweise aufgestellt. Die SS dürfte nur eine rein administrative Kontrolle ausgeübt haben.